# Masie
Masie [ˈmaɕe] est un village polonais de la gmina de Mońki dans le powiat de Mońki et dans la voïvodie de Podlachie. Il se situe à environ 5 kilomètres à l'ouest de Mońki et à 43 kilomètres au nord-ouest de Białystok. 